# Schistocerca nitens
Schistocerca nitens is een rechtvleugelig insect uit de familie veldsprinkhanen (Acrididae). De wetenschappelijke naam van deze soort is voor het eerst geldig gepubliceerd in 1815 door Thunberg.